# Tuc de Podo
El Tuc de Pòdo es un pico de los Pirineos con una altitud 2729 metros, situado en el Circo de Colomers, en la comarca del Valle de Arán (provincia de Lérida).

## Descripción
A los pies del Tuc de Pòdo se encuentran lagos de origen glaciar del Estanh de Pòdo, Estanh Gelat, Lac deth Cap de Colomèrs y el Estanh de Ratera de Colomers.
Al sur del Tuc de Pòdo destacan los picos de la Agulha deth Gran Tuc de Colomèrs, el Gran Tuc de Colomèrs y el Tuc Blanc coronando el circo de Colomèrs.

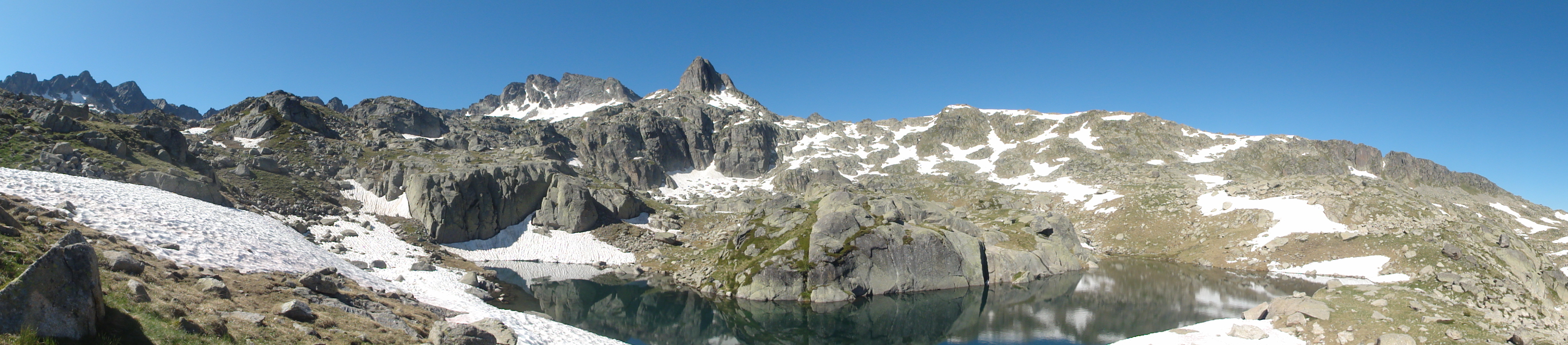
Vista panorámica del Tuc de Pòdo y el Estanh de Pòdo